# Siegel Alaskas
Das Siegel des US-Bundesstaats Alaska wurde im Jahr 1910 angenommen.

## Beschreibung
Zwischen zwei konzentrischen Ringen steht der Schriftzug Das Siegel des Staates Alaska.
Außerdem sind dort eine Robbe und ein Fisch als Zeichen für das vielfältige marine Leben abgebildet.
Im inneren Kreis des Siegels sind Berge, Wald und Gewässer abgebildet, welche die Landschaft Alaskas prägen, wobei das Holz gleichzeitig eine der wichtigsten natürlichen Ressourcen Alaskas darstellt.
Über den Bergen leuchten Nordlichter.
Ein Schmelztiegel ist als Zeichen für das Minenwesen dargestellt, ein Zug repräsentiert die Alaska Railroad und Schiffe symbolisieren den für Alaska wichtigen Schiffstransport von Gütern.
Ein Farmer, sein Pferd und drei Bündel Weizen stehen für die Landwirtschaft Alaskas.

## Geschichte
Das erste Siegel Alaskas wurde bereits 1884 angenommen, bevor Alaska Bundesstaat wurde. Zu dieser Zeit hieß das Gebiet noch District of Alaska. Jenes Siegel enthielt Eisberge, Nordlichter, Iglus und einen Eskimo beim Eisfischen. Es wurde durch den ersten Gouverneur eingesetzt.
Im Jahr 1910 wurde ein neues Siegel von Gouverneur Walter Eli Clark in Auftrag gegeben. Es zeigt auch den industriellen Wohlstand und den Reichtum der Natur. Das neue Siegel trat 1911 in Kraft und gilt noch heute.